# مارتين ديل كامبو
مارتين ديل كامبو (بالإسبانية: Martín del Campo)‏ هو لاعب كرة قدم أوروغواياني في مركز الدفاع، ولد في 24 مايو 1975 في مونتيفيديو في الأوروغواي. شارك مع منتخب الأوروغواي لكرة القدم. أما مع النوادي، فقد لعب مع أتليتيكو رافائيلا وأوليمبيا أسونسيون وبيلا فيستا وتيرو فيديرال وريفر بليت ومونتيفيديو واندررز ونادي أمريكا وناسيونال مونتيفيديو.

## وصلات خارجية
- مارتين ديل كامبو على موقع قاعدة بيانات كرة القدم.إي يو (الإنجليزية)
- مارتين ديل كامبو على موقع ناشيونال فوتبول تيمز (الإنجليزية)